# Ernst Schultze (Soziologe)
Ernst Schultze (* 14. Dezember 1874 in Berlin; † 31. Juli 1943 in Bad Altheide) war ein deutscher Nationalökonom, Soziologe und Leiter des Weltwirtschaftsinstituts an der Handelshochschule Leipzig.

## Leben und Werk
Schultze war der Sohn eines Sanitätsrates und legte 1892 das Abitur am Luisengymnasium ab. Er studierte in Berlin Naturwissenschaften und Nationalökonomie. Er legte 1897 das Oberlehrerexamen ab und promovierte anschließend in Freiburg i. B. Darauf wurde er Bibliothekar und engagierte sich in der Volkshochschulbewegung. Von 1900 bis 1903 leitete er die Hamburger Öffentlichen Bücherhallen. Schultze prägte den Begriff der Schundliteratur und war seit 1901 Vorsitzender der Deutsche-Dichter-Gedächtnis-Stiftung, die unter anderem die Hausbücherei der Deutschen Dichter-Gedächtnis-Stiftung herausgab. Er wies früh auf die pädagogischen Möglichkeiten des Films hin. 1918 habilitierte er sich an der Universität Leipzig für Nationalökonomie und Sozialwissenschaften und gründete das Weltwirtschafts-Institut. Als Direktor des Weltwirtschafts-Instituts in Leipzig gab er im Goten-Verlag Herbert Eisentraut, Leipzig, die Bücherreihe Die Wirtschaftsgüter des Erdballs heraus. Er erhielt 1922 an der Handelshochschule Leipzig eine Professur für Volks- und Weltwirtschaft. 1923/24 war er dort Rektor, 1940 wurde er emeritiert. Gegen ihn wurden seit 1934 Vorwürfe wegen unrechtmäßiger Amtsführung erhoben, die erst zu einer vorzeitigen Emeritierung führten, dann wiederum 1938 mit einer Rehabilitierung endeten. Hochschulintern warf er den Betriebswirten um Hermann Großmann vor, die Rolle der Volkswirtschaft in der Forschung zu vernachlässigen.
Bereits im Ersten Weltkrieg schrieb er anglophobe Bücher über die Kriegsgegner England und Russland und betätigte sich bis in den Zweiten Weltkrieg an entsprechender Propaganda. Im November 1933 unterschrieb er das Bekenntnis der Professoren an den deutschen Universitäten und Hochschulen zu Adolf Hitler.

## Schriften
- Gold. Romantik und Fluch des gelben Metalls, Leipzig 1940 (evtl. Teil der von ihm hrsg. Reihe Die Wirtschaftsgüter des Erdballs)
- Die Lüge als politische Waffe Englands: „Gentlemen“ ohne Wahrhaftigkeit (Veröffentlichung der Deutschen Informationsstelle), Berlin 1940
- Vogelzug und Menschenwanderung. Erinnerungen an die Urzeit der nordischen Rasse, Neudamm 1940
- Die Blutspur Englands. Geschichte der englischen Kriegsgrausamkeiten, Berlin 1940
- Sorgen des Britischen Weltreichs, Leipzig 1939, 6.–8. Tausend 1940
- Das Meer in Geschichte und Gegenwart, Berlin 1938
- Meeresscheue und seetüchtige Völker. Weltgeschichtliche Beiträge zur Völkerpsychologie, Stuttgart 1937
- Die Wirtschaftspolitik des Nationalsozialismus. Vortrag, 1935
- Die weiße und die gelbe Gefahr: Japans gewaltsame Erschließung u. wirtschaftliche Entwicklung, Stuttgart 1935
- Japan als Weltindustriemacht, 2 Bdd., Stuttgart 1935
- Pfundsturz und Weltkrise, Leipzig 1932
- Tributzahlung und Ausfuhrkraft, Leipzig, 1.–2. Aufl. 1929
- Ruhrbesetzung und Weltwirtschaft. Eine Internationale Untersuchung der Einwirkungen der Ruhrbesetzung auf die Weltwirtschaft.  Schriften des Weltwirtschaftsinstituts Leipzig, 1927
- Dauerkrisis und Daweslast, Leipzig 1925
- Die Kindersklaverei bei den weißen Völkern, Langensalza 1923
- Not und Verschwendung. Untersuchungen über das deutsche Wirtschaftsschicksal, Leipzig 1923
- Organisatoren und Wirtschaftsführer, Leipzig 1923
- Die Zerrüttung der Weltwirtschaft. Kohlhammer, Stuttgart, 1. Aufl. 1922, 2. Aufl. 1923 (auch in russischer Übersetzung veröffentlicht, Šalom Dvolajckij)
- Irland: Seine politische Knechtung und sein Streben nach Selbstregierung, Berlin 1916
- England als Seeräuberstaat, Stuttgart 1915 (holländische Übersetzung unter dem Titel: Engeland en het Oorlogsrecht ter Zee, Amsterdam - Rotterdam 1915)
- England und Spanien, Hamburg 1915
- Englische Denkträgheit, München o. J.
- Die politische Bildung in England, Leipzig 1914
- Die geistige Hebung der Volksmassen in England, München 1912
- Volksbildung und Volkswohlfahrt in England, München 1912
- Der Kinematograph als Bildungsmittel, 1911
- Die Schundliteratur, ihr Vordringen, ihre Folgen, ihre Bekämpfung, Halle 1909
- Volkshochschulen und Universitäts-Ausdehnung-Bewegung, Leipzig 1897